# Jacques Leblanc (homme politique)
Pour les articles homonymes, voir Leblanc et Jacques Leblanc.
À ne pas confondre avec Jacques LeBlanc (en), homme politique néo-brunswickois.
Jacques Leblanc, né le 3 novembre 1924 à Saint-Adalbert et mort le 8 octobre 1996 à Québec, est un agriculteur et homme politique québécois, député péquiste de Montmagny-L'Islet à l'Assemblée nationale du Québec des élections générales de 1981 jusqu'aux élections générales de 1985, durant lesquelles il est battu par le candidat libéral Réal Gauvin.

## Biographie

### Jeunesse et carrière avant la politique
Jacques Leblanc naît le 3 novembre 1924 à Saint-Adalbert de l'agriculteur Honoré Leblanc de Germaine Duval. En 1942, il reçoit son diplôme d'études commerciales du collège de Sainte-Anne-de-la-Pocatière. Il suit des cours sur le système coopératif, l'acériculture et la sylviculture.
De 1942 à 1948, il travaille comme gérant-secrétaire d'une coopérative agricole, puis est mesureur et classificateur de bois pour la compagnie W.J. Sharples jusqu'en 1959, et pour Lagueux et Frères jusqu'en 1962. Il devient cette année-là marchand de meubles à Saint-Pamphile. De 1970 à 1972, il donne des cours aux adultes en gestion agricole.

### Carrière politique
Le 28 octobre 1974, il devient maire de Saint-Pamphile sans élection, remplaçant Yvon Leblanc,. En tant que maire, il expose ses inquiétudes concernant le projet américain d'un barrage sur le fleuve Saint-Jean dans l'État voisin du Maine, qui aurait pu inonder une partie du territoire des comtés de Kamouraska et de L'Islet, dans lequel se trouve sa municipalité. Le projet de barrage est finalement avorté en 1981. À l'issue de son mandat le 30 octobre 1978, il ne le renouvelle pas, et Clermont Gagnon est élu à sa place le 5 novembre de la même année,. Leblanc est aussi président, jusqu'à son élection au poste de député, du Comité de consultation du Bas-Saint-Laurent pour l'implantation des municipalités régionales de comté.
Il remporte la candidature du Parti québécois en vue des élections de 1981 dans Montmagny face à Nicole Pelletier et Mario Fournier. En tant que candidat, il promet la création d'une nouvelle usine de méthanol et des mesures pour relancer l'économie dans la Côte-du-Sud. Le jour des élections générales, il est élu, battant le député libéral sortant Julien Giasson, qui avait notamment été accusé d'absentéisme et de ne pas avoir adressé les problèmes économiques du comté. La circonscription était connue pour avoir changé de parti régulièrement. Durant son mandat, il est adjoint parlementaire au ministre délégué aux Forêts Jean-Pierre Jolivet du 21 février au 23 octobre 1985. Se représentant aux élections générales de 1985, il est défait par le candidat libéral Réal Gauvin, avec une majorité de 6 349 voix,.

### Après la vie politique et vie personnelle
À partir de 1988, il occupe le poste de président du conseil d'administration et du conseil exécutif de la corporation Transport adapté Chutes-de-la-Chaudière. En 1993, il avait pris sa retraite.
Il meurt à Québec le 8 octobre 1996 à l'âge de 71 ans.
Il épouse à Saint-Adalbert le 7 juillet 1948 Éliane Leblanc.
Il était membre du Club Lions et des Chevaliers de Colomb,.

## Résultats électoraux
|                                                                                               | Nom                       | Parti                        | Nombre de voix | %      | Maj.  |
| --------------------------------------------------------------------------------------------- | ------------------------- | ---------------------------- | -------------- | ------ | ----- |
|                                                                                               | Réal Gauvin               | Libéral                      | 14 492         | 60,5 % | 6 349 |
|                                                                                               | Jacques Leblanc (sortant) | Parti québécois              | 8 143          | 34 %   | -     |
|                                                                                               | Louise Saint-Pierre       | NPD Québec                   | 564            | 2,4 %  | -     |
|                                                                                               | Antonio Cicchetti         | Indépendant                  | 500            | 2,1 %  | -     |
|                                                                                               | Alain Raby                | Parti indépendantiste (1985) | 199            | 0,8 %  | -     |
|                                                                                               | Réjean Tardif             | Socialisme chrétien          | 47             | 0,2 %  | -     |
| Total                                                                                         | Total                     | Total                        | 23 945         | 100 %  |       |
| Le taux de participation lors de l'élection était de 74,2 % et 224 bulletins ont été rejetés. |                           |                              |                |        |       |

|                                                                                               | Nom                      | Parti           | Nombre de voix | %      | Maj. |
| --------------------------------------------------------------------------------------------- | ------------------------ | --------------- | -------------- | ------ | ---- |
|                                                                                               | Jacques Leblanc          | Parti québécois | 11 797         | 45,5 % | 231  |
|                                                                                               | Julien Giasson (sortant) | Libéral         | 11 566         | 44,6 % | -    |
|                                                                                               | Jean-Pierre Caron        | Union nationale | 2 566          | 9,9 %  | -    |
| Total                                                                                         | Total                    | Total           | 25 929         | 100 %  |      |
| Le taux de participation lors de l'élection était de 80,1 % et 229 bulletins ont été rejetés. |                          |                 |                |        |      |

### Médiagraphie
: document utilisé comme source pour la rédaction de cet article.
- « Les résultats électoraux depuis 1867, Montmagny à Montréal No 5 », sur Assemblée nationale du Québec, 2024 (consulté le 29 octobre 2024).
- Réal Laberge, « Jusqu'ici la campagne s'est faite dans L'Islet », Le Soleil,‎ 3 avril 1981 (lire en ligne). .